# Жунтићи
Жунтићи(итал. Zonti) је насељено место у Републици Хрватској у Истарској жупанији. Административно је у саставу општине Канфанар.

## Географија
Насеље се налази у централној Истри, на око 1 км удаљености од главног пута Ровињско Село — Канфанар.

## Историја
До територијалне реорганизације У Хрватској налазило се у саставу старе општине Ровињ.

## Становништво
Према попису становништва из 2011. године у насељу Жунтићи било је 25 становника који су живели у 8 породичних домаћинстава.
Кретање броја становника по пописима 1857—2001.
| година пописа   | 1857. | 1869. | 1880. | 1890. | 1900. | 1910. | 1921. | 1931. | 1948. | 1953. | 1961. | 1971. | 1981. | 1991. | 2001. | 2011. |
| Број становника | 0     | 0     | 32    | 40    | 48    | 64    | 0     | 0     | 52    | 49    | 39    | 26    | 23    | 20    | 25    | 25    |

Напомена: У 1857. и 1869. 1921. и 1931, подаци су садржани у насељу Сошићи. Од 1880. до 1910. исказивано под именом Зонти, а од 1880. до 1900. означавано као део насеља.